# Ta-lila〜僕を見つけて〜
「Ta-lila〜僕を見つけて〜」（タ・リラ・ぼくをみつけて）は、日本の音楽ユニット・ナナムジカの1作目のシングル。

## 概要
- メジャーデビューシングル。

## 収録曲
| 全作曲: 松藤由里、全編曲: 243。 |                                                    |        |            |
| #                               | タイトル                                           | 作詞   | 作曲・編曲 |
| 1.                              | 「Ta-lila〜僕を見つけて〜」                        | 西島梢 | 松藤由里   |
| 2.                              | 「月の花」                                         | 西島梢 | 松藤由里   |
| 3.                              | 「Ta-lila〜僕を見つけて〜 (インストゥルメンタル)」 |        | 松藤由里   |

### 解説
1. Ta-lila〜僕を見つけて〜
西島曰く「人と人との出会いや、つながりの大切さを歌った曲」とのこと[1]。
2. 月の花
3. Ta-lila〜僕を見つけて〜 (インストゥルメンタル)
表題曲のインストゥルメンタルバージョン。

## 参加ミュージシャン
ナナムジカ
- 西島梢：Vocal (#1,2)
- 松藤由里：Piano (#1,3)

サポートミュージシャン
- 243：Synth Operation (#1,3)
- 美久月千晴：Bass (#1,3)
- 内田敏夫：Guitar (#1,3)
- 小池弘之：Violin (#1,3)

## タイアップ
- TBS系列音楽番組『CDTV』2005年4月度エンディングテーマ (#1)
- TBS系列ドラマ30『新キッズ・ウォー』スポットCM応援歌 (#1)

## 収録アルバム
- ユバナ (#1)